# Wang Nan
Wang Nan (n. 23 octombrie 1978, Fushun, Republica Populară Chineză) este o jucătoare de tenis de masă chineză, medaliată olimpică. A participat la 3 ediții ale Jocurilor Olimpice (2000, 2004, 2008) în care a câștigat patru medalii de aur și o medalie de argint.